# 솔안역
솔안신호장(Soran station, 솔안驛)은 강원특별자치도 태백시 통동 솔안터널 내에 위치한 영동선의 신호장이다.
기존의 스위치백 구간이던 폐역인 나한정역, 심포리역, 흥전역을 모두 해당 역으로 통폐합하였다.

## 역사
- 2012년 6월 27일 : 스위치백의 소요시간 단축을 위한 솔안터널 개통과 함께 영업 개시[1]